# مرض كونزو
مرض كونزو هو مرض شلليّ وَبائِيّ، الذي ينتشر بكثرة في المناطق الريفيّة النائية قليلة الدخل في افريقيا. يرتبط سكان هذه المناطق بعدة أسابيع من الاستهلاك الحصريّ لكسافا المُصنَّعة بشكل غير كافٍ؛ مما يؤدي إلى سوء التغذية وتناول كمية كبيرة من سيانيد المضر لجسمنا،  وهي نبات مُعمِّر يعود أصله لمنطقة الأمازون في أمريكا الجنوبية، ولكنها تُزرَع بشكل واسع في المناطق المدارية (الاستوائيّة) في جميع أنحاء العالم. كسافا هي ثالث أهم مصدر للطعام في المناطق المدارية بعد الأرز والذرة، وهي الطعام الأساسي في المناطق المدارية الافريقيّة. إنتاجيّة الكسافا جيدة في التربة الفقيرة، وهي مُقاوِمة للجفاف، والجذور تُقدِّم الأمن الغذائيّ أثناء المجاعة والجفاف.
أول من وصف مرض كونزو هو جيوفاني ترول في عام 1938، والذي دوّن ملاحظاته من ثمانية أطباء يعملون في منطقة كوانغو الكونغو البلجيكية (الآن جمهورية الكونغو الديمقراطية).